# 长江埠站
长江埠站是汉丹铁路长江埠附属线（下隔铁路）及长荆铁路上的一座铁路车站，位于湖北省孝感市应城市长江埠街道车站路46号，建于1960年，目前为三等站，邮政编码为432405。目前已停止办理客运业务，货运：办理整车、零担、集装箱货物发到。